# Särkiperä - Löyhkönen - Antinvaara
Särkiperä - Löyhkönen - Antinvaara este o arie protejată (arie specială de conservare — SAC, sit de importanță comunitară — SCI, arie de protecție specială avifaunistică — SPA) din Finlanda întinsă pe o suprafață de 799 ha, integral pe uscat.

## Localizare
Centrul sitului Särkiperä - Löyhkönen - Antinvaara este situat la coordonatele 66°08′07″N 29°17′55″E / 66.1353°N 29.2986°E.

## Înființare
Situl Särkiperä - Löyhkönen - Antinvaara a fost declarat sit de importanță comunitară în august 1998 pentru a proteja 1 specie de plante și 29 de specii de animale. Alte tipuri de protecție:
- arie de protecție specială avifaunistică (în august 1998)[2]
- arie specială de conservare (în aprilie 2015)[1][3][4]

## Biodiversitate
Situată în ecoregiunea boreală, aria protejată conține 10 habitate naturale: Ape puternic oligomezotrofe cu vegetație bentonică cu Chara spp., Lacuri și iazuri distrofice naturale, Cursuri de apă de la nivel de câmpie la nivel montan, cu vegetație Ranunculion fluitantis și Callitricho-Batrachion, Mlaștini turboase de tranziție și turbării mișcătoare, Izvoare petrifiante cu formare de travertin (Cratoneurion), Mlaștini alcaline, Turbării Aapa, Taiga vestică, Păduri fino-scandinave bogate în ierburi cu Picea abies, Mlaștini împădurite.
La baza desemnării sitului se află mai multe specii protejate:
- plante (1): Hamatocaulis vernicosus
- păsări (29): rață sulițar (Anas acuta), gâscă de semănătură (Anser fabalis), ciuf de câmp (Asio flammeus), cocoșul de mesteacăn (Bonasa bonasia), șorecarul comun (Buteo buteo), prundaș de nămol (Calidris falcinellus), fugaci mic (Calidris minuta), bătăuș (Calidris pugnax), fugaci pitic (Calidris temminckii), erete vânăt (Circus cyaneus), lebădă de iarnă (Cygnus cygnus), Emberiza rustica, șoim de iarnă (Falco columbarius), cufundar polar (Gavia arctica), cufundar mic (Gavia stellata), cocor (Grus grus), Larus fuscus fuscus, becațină mică (Lymnocryptes minimus), Mergellus albellus, codobatura galbenă (Motacilla flava), notatița cu ciocul subțire (Phalaropus lobatus), Phylloscopus borealis, ploier auriu (Pluvialis apricaria), rață cârâitoare (Spatula querquedula), chiră de baltă (Sterna hirundo), Sterna paradisaea, măcăleandru albastru (Tarsiger cyanurus), fluierar negru (Tringa erythropus), fluierar de mlaștină (Tringa glareola)

Pe lângă speciile protejate, pe teritoriul sitului au mai fost identificate 8 specii de plante, 3 specii de păsări.